# Lažánky (Strakonicei járás)
Lažánky falu és önkormányzat (obec) Csehország Dél-csehországi kerületének Strakonicei járásában. Területe 2,58 km², lakosainak száma 86 (2008. 12. 31). A falu Strakonicétől mintegy 16 km-re északra, České Budějovicétől 66 km-re északnyugatra, és Prágától 88 km-re délnyugatra fekszik.
A település első írásos említése 1405-ből származik.

## Népesség
A település népessége az elmúlt években az alábbi módon változott:
| Lakosok száma | 180  | 217  | 185  | 119  | 91   | 70   | 107  | 105  | 97   | 107  |
|               | 1869 | 1890 | 1921 | 1950 | 1980 | 2001 | 2017 | 2019 | 2022 | 2024 |